# Proscriptio
A gazdag és tekintélyes polgárok száműzetése az ókorban, mely vagyonelkobzással járt. A proscriptio neve onnan eredt, hogy az illetőket mindenféle jogaiktól és tisztségeiktől megfosztván, nevüket nyilvánosan kifüggesztették, hogy mindenki tudhassa, hogy őket bárkinek büntetlenül szabad megölnie s hogy ők is, utódaik is minden tisztségből ki vannak zárva.

## Története
Sulla ellenfeleivel egy "kétélű fegyver", a proscriptio (feketelista) eszközével kívánt leszámolni. Akinek a neve rákerült e listára, azt bárki büntetlenül megölhette vagy feladhatta, sőt félelmesebb személyek fölkutatására s kivégzésére üldözőket küldtek ki. A fölbérelt üldözők megöltek számos olyan polgárt is, akik nem voltak proscribálva'; az ilyenek nevét mintegy a gyilkosság törvényesítése végett utólagosan vezették rá a jegyzékre. A feljelentő az áldozat vagyonából részesedést kapott, a többi a hatalomé lett. Ez a módszer a politikai tisztesség teljes lezülléséhez vezetett. 
Sulla Kr. e. 82-ben 40 senatort és 1000 lovagot öletett így meg vagy tett földönfutóvá. A 2. triumviratus tagjai, Antonius, Octavianus és Lepidus, körülbelül másfélszáz senatort s számos másodrendű tekintélyes polgárt tettek el így útjukból. A 2. triumviratus proscriptiójának legtekintélyesebb áldozata Cicero volt, akinek meggyilkolása általános részvétet és megdöbbenést keltett.